# 덕영대로
덕영대로(德靈大路, Deogyeong-daero)는 경기도 의왕시 이동 부곡IC입구 교차로에서 수원시를 거쳐 용인시 기흥구 경희대입구삼거리를 잇는 경기도의 도로이다. 도로명은 의왕시 덕성산의 '덕'과 용인시 기흥구 영덕동의 '영'에서 따 왔으며, 이전에는 의왕시 구간이 덕성로, 수원시 월암IC-터미널 구간이 역전로, 터미널-경희대 구간이 남부우회로로 불렸다.

## 연혁
- 2009년 8월 24일 : 2개 이상 시·군에 걸쳐있는 도로로 덕영대로를 고시[2]

## 주요 경유지
경기도
- 의왕시 부곡동 - 수원시 (장안구 - 팔달구 - 권선구- 영통구) - 용인시 기흥구

## 노선
| 이름                                        | 접속 노선                                                 | 소재지              | 소재지              | 비고                                            |
| ------------------------------------------- | --------------------------------------------------------- | ------------------- | ------------------- | ----------------------------------------------- |
| 부곡IC입구 교차로                           | 오봉로 창말로                                             | 의왕시              | 부곡동              |                                                 |
| 부곡 나들목                                 | 50호선 영동고속도로                                       | 의왕시              | 부곡동              |                                                 |
| 대성미생물연구소사거리                      | 부곡복지관길                                              | 의왕시              | 부곡동              |                                                 |
| 덕성초교삼거리                              | 부곡중앙로                                                | 의왕시              | 부곡동              |                                                 |
| 부곡동주민센터삼거리                        | 부곡시장길                                                | 의왕시              | 부곡동              |                                                 |
| 철도기술연구원삼거리                        | 철도박물관로                                              | 의왕시              | 부곡동              |                                                 |
| 자연학습공원사거리                          | 왕송못동로 방죽말길                                       | 의왕시              | 부곡동              |                                                 |
| 월암 나들목                                 | 지방도 제309호선 (과천봉담도시고속화도로)                 | 의왕시              | 부곡동              |                                                 |
| 월암 나들목                                 | 지방도 제309호선 (과천봉담도시고속화도로)                 | 수원시              | 장안구              |                                                 |
| 율전중삼거리                                | 덕영대로395번길                                           | 수원시              | 장안구              |                                                 |
| 성대역사거리 (밤밭지하차도) (성균관대역)    | 서부로                                                    | 수원시              | 장안구              |                                                 |
| 샘터삼거리                                  | 정자로                                                    | 수원시              | 장안구              |                                                 |
| 근로복지관삼거리                            | 만석로                                                    | 수원시              | 장안구              |                                                 |
| (정천지하차도)                              | 정자천로                                                  | 수원시              | 장안구              |                                                 |
| 꽃뫼버들교                                  |                                                           | 수원시              | 장안구              |                                                 |
| 버들삼거리                                  | 덕영대로639번길                                           | 수원시              | 장안구              |                                                 |
| 화서교                                      | 수성로                                                    | 수원시              | 팔달구              |                                                 |
| 화서역삼거리                                | 덕영대로697번길                                           | 수원시              | 팔달구              |                                                 |
| 숙지중삼거리                                | 덕영대로735번길                                           | 수원시              | 팔달구              |                                                 |
| 화서지하차도                                | 세화로                                                    | 수원시              | 팔달구              | 용인 방면 진입 불가 의왕 방면 진출 불가         |
| 쌍우물삼거리                                | 고등로                                                    | 수원시              | 팔달구              |                                                 |
| 육교사거리                                  | 국도 제42호선 (수인로) 팔달로                             | 수원시              | 팔달구              | 국도 제42호선 구간                              |
| 수원역광장 교차로 수원역시외버스정류장      | 국도 제42호선 국가지원지방도 제98호선 (매산로)            | 수원시              | 팔달구              | 국도 제42호선 구간 국가지원지방도 제98호선 구간 |
| (수원역고가도로)                            | 권선로                                                    | 수원시              | 팔달구              | 국가지원지방도 제98호선 구간                    |
| 세평지하차도                                | 국가지원지방도 제98호선 (매송고색로)                      | 수원시              | 권선구              | 국가지원지방도 제98호선 구간                    |
| 세류지하차도                                | 세화로                                                    | 수원시              | 권선구              | 용인 방면 진출 불가 의왕 방면 진입 불가         |
| (교량 명칭 미상)                            |                                                           | 수원시              | 권선구              |                                                 |
| 세류사거리 (세류고가차도)                   | 정조로                                                    | 수원시              | 권선구              |                                                 |
| 터미널사거리 (터미널고가차도)               | 국도 제1호선 (경수대로)                                   | 수원시              | 권선구              |                                                 |
| 선일초교삼거리                              | 권광로                                                    | 수원시              | 권선구              |                                                 |
| 권곡사거리                                  | 동수원로                                                  | 수원시              | 권선구              |                                                 |
| 권선지하차도사거리                          | 동탄원천로                                                | 수원시              | 권선구              |                                                 |
| 곡반정교                                    |                                                           | 수원시              | 권선구              |                                                 |
|                                             | 영통구                                                    | 수원시              |                     |                                                 |
| 신동사거리                                  | 동탄지성로 삼성로                                         | 수원시              |                     |                                                 |
| 망포역삼거리                                | 권선로                                                    | 수원시              |                     |                                                 |
| 망포역사거리                                | 영통로                                                    | 수원시              |                     |                                                 |
| 벽적골사거리                                | 덕영대로1555번길 덕영대로1556번길                         | 수원시              |                     |                                                 |
| (이름 없음) (고가차도)                      | 국도 제43호선 (봉영로)                                    | 수원시              |                     |                                                 |
| 외서천삼거리                                | 지방도 제315호선 (영통로200번길) 서그내로                 | 북:수원시 남:용인시 | 북:영통구 남:기흥구 | 지방도 제315호선 구간                           |
| 서천사거리                                  | 서천로 영일로                                             | 북:수원시 남:용인시 | 북:영통구 남:기흥구 | 지방도 제315호선 구간                           |
| 경희대입구 교차로                           | 청명로                                                    | 북:수원시 남:용인시 | 북:영통구 남:기흥구 | 지방도 제315호선 구간                           |
| 경희대기숙사앞 교차로                       |                                                           | 북:수원시 남:용인시 | 북:영통구 남:기흥구 | 지방도 제315호선 구간                           |
| 노블카운티삼거리                            |                                                           | 용인시              | 기흥구              | 지방도 제315호선 구간                           |
| 외환은행연수원사거리                        | 덕영대로1814번길                                          | 용인시              | 기흥구              | 지방도 제315호선 구간                           |
| 신안인스빌1단지삼거리 신안인스빌2단지삼거리 |                                                           | 용인시              | 기흥구              | 지방도 제315호선 구간                           |
| 청명 나들목 (청명IC입구사거리)              | 지방도 제311호선 (동부대로) 지방도 제315호선 (보라하갈로) | 용인시              | 기흥구              | 지방도 제315호선 구간                           |
| 청명빌라삼거리                              |                                                           | 용인시              | 기흥구              |                                                 |
| 일양약품삼거리                              | 하갈로                                                    | 용인시              | 기흥구              |                                                 |
| 특수무기정비단앞 교차로                     | 덕영대로1967번길                                          | 용인시              | 기흥구              |                                                 |
| 고려종합물류삼거리                          | 덕영대로2033번길                                          | 용인시              | 기흥구              |                                                 |
| 정식품앞 교차로 와이즈산전앞 교차로         |                                                           | 용인시              | 기흥구              |                                                 |
| 오산천입구삼거리                            | 갈천로                                                    | 용인시              | 기흥구              |                                                 |
| 청현마을입구삼거리                          | 덕영대로2077번길                                          | 용인시              | 기흥구              |                                                 |
| 경희대입구삼거리                            | 국도 제42호선 국가지원지방도 제98호선 (중부대로)          | 용인시              | 기흥구              |                                                 |

## 주요 건물 및 시설
- 한국도로공사 부곡영업소 (경기도 의왕시 덕영대로 77)
- 의왕고등학교 (경기도 의왕시 덕영대로 115)
- 의왕덕성초등학교 (경기도 의왕시 덕영대로 123)
- 화서역 (경기도 수원시 팔달구 덕영대로 692)
- 노보텔앰배서더 수원 (경기도 수원시 팔달구 덕영대로 902)
- 수원역, AK플라자 AKTown점 (경기도 수원시 팔달구 덕영대로 924)
- 매산지구대 (경기도 수원시 팔달구 덕영대로 944)
- 수원세류동우체국 (경기도 수원시 권선구 덕영대로 1084)
- 세류2동 행정복지센터 (경기도 수원시 권선구 덕영대로 1107)
- 르노코리아자동차 서비스코너 영통점 (경기도 수원시 권선구 덕영대로 1493)
- 망포역 (경기도 수원시 영통구 덕영대로 지하1520)
- 경희대학교 국제캠퍼스 (경기도 용인시 기흥구 덕영대로 1732)
- 삼성노블카운티 (경기도 용인시 기흥구 덕영대로 1751)
- 하나은행연수원 (경기도 용인시 기흥구 덕영대로 1771)
- 와바마트 (경기도 용인시 기흥구 덕영대로 1994)
- 와이즈산전 (경기도 용인시 기흥구 덕영대로 2022)
- 한국도로공사 수원지사 (경기도 용인시 기흥구 덕영대로 2062)